# Sedum albomarginatum
Sedum albomarginatum är en fetbladsväxtart som beskrevs av Robert Theodore Clausen. Sedum albomarginatum ingår i Fetknoppssläktet som ingår i familjen fetbladsväxter. Inga underarter finns listade i Catalogue of Life.